# Tiempo de Hawái-Aleutiano

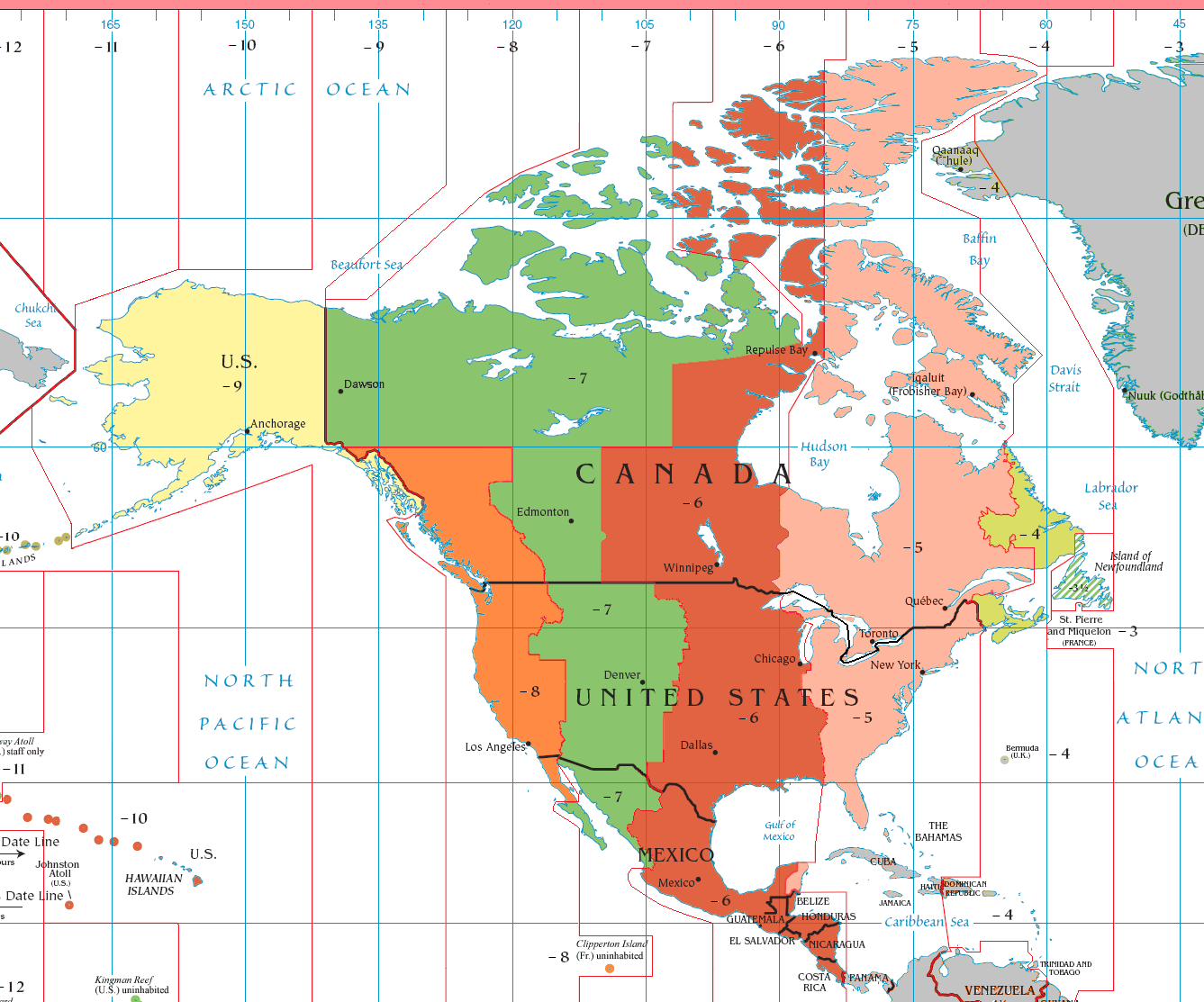
HST es UTC−10:00

La zona horaria de Hawái-Aleutianas  u oficialmente como Hora Estándar de Hawái-Aleutiano (en inglés: Hawaii-Aleutian Time Zone o Hawaii-Aleutian Standard Time, HST) al subtraer -10 horas de la Zona horaria universal coordinada (UTC−10). El reloj en esta zona es basada en el tiempo solar del meridiano 150 Oeste del Observatorio de Greenwich.
La zona horaria toma su nombre de dos regiones: el estado de Hawái y la parte de las Islas Aleutianas de Alaska al oeste del paralelo 169° 30&; longitud Oeste. 
El territorio de Alaska utiliza el DST.
Desde 1900 hasta 1947, se usó GMT−10:30 como el tiempo estándar en Hawái.
La Polinesia Francesa usa UTC−10 para sus principales territorios.

## Principales áreas metropolitanas
- Honolulu, Hawái